# Dudusa birmana
Dudusa birmana är en fjärilsart som beskrevs av Felix Bryk 1950. Dudusa birmana ingår i släktet Dudusa och familjen tandspinnare. Inga underarter finns listade i Catalogue of Life.